# Batalla de Huamachuco
La batalla de Huamachuco fue el último gran enfrentamiento de la guerra del Pacífico. Tuvo lugar el 10 de julio de 1883, en los alrededores del pueblo de Huamachuco, en el departamento de La Libertad, Perú. La batalla formó parte de la Campaña de la Sierra, que comenzó con la caída de Lima en manos de los chilenos en enero de 1881.
Tras perseguir al general peruano Andrés Cáceres en las sierras, el coronel del Ejército de Chile Alejandro Gorostiaga atacó al ejército de Cáceres que había establecido posiciones defensivas en el cerro Cuyulga. Al amanecer del 10 de julio, dos compañías de zapadores del capitán Canales realizaron un reconocimiento sobre las posiciones del ejército peruano. Canales se retiró cuando se le terminaron sus municiones, lo que aprovecharon los peruanos para perseguirlo.
La batalla se empeñó en toda la línea. Superados en número, los chilenos lentamente se retiraron a su posición inicial, acosados por los batallones peruanos.
Por la tarde, las baterías de Ríos se movieron al llano para disparar de mejor forma. Gorostiaga, al ver que Ríos estaba desprotegido, ordenó a su caballería atacarlo, mientras toda la infantería cargó a la bayoneta cerro abajo. La línea peruana se rompió en varios puntos, decidiendo la batalla.
Luego de la derrota, Cáceres se retiró hacia Ayacucho para reorganizar sus fuerzas y continuar la resistencia junto al coronel Justo Pastor Dávila.
El triunfo chileno permitió establecer en Lima el gobierno regenerador de Miguel Iglesias, siendo este enfrentamiento el fin de las acciones bélicas de relevancia durante la guerra del Pacífico.

## Eventos previos
Después de la batalla de San Pablo, el Coronel Miguel Iglesias emite un manifiesto desde la hacienda Montán el 31 de agosto de 1882, llamando a firmar la paz entre Chile y Perú, aceptando la cesión territorial como parte del acuerdo. Andrés Avelino Cáceres estaba en contra de una paz de este tipo. Iglesias contaba con el apoyo de las provincias del norte del Perú y otras fuerzas peruanas en Lima como el Coronel Manuel de la Encarnación Vento que se encontraba en Canta con una fuerza de 300 hombres. En enero de 1883 Iglesias se autoproclama "Presidente Regenerador de la República". Los enviados de Iglesias a cargo de Juan de Lavalle inician un proyecto de paz con los negociadores chilenos a cargo de Jovino Novoa en Chorrillos. Con el presidente Francisco García Calderón desterrado en Santiago, Lizardo Montero como primer vicepresidente asume el gobierno del Perú desde el 28 de septiembre de 1881 y organiza el congreso en Arequipa.
El 9 de febrero de 1883, Patricio Lynch recibe la orden del Presidente Santa María para que refuerce el mando de Miguel Iglesias, en el norte convencido de que con Iglesias podría firmar la paz según sus intereses, y que Lizardo Montero Flores y Francisco García Calderón no aceptarían la cesión territorial.
La retirada del Coronel Del Canto a fines de julio de 1882, permitió a Cáceres mantener la sierra central sin tropas chilenas y establecer un cuartel general en Tarma. El 31 de marzo de 1883 Cáceres llega a Canta, derrotando a las fuerzas de Vento quien se refugia en Lima. Desde Arequipa llegó primero a Tarma y luego a Canta el Coronel Isaac Recavarren junto a 200 hombres que provenían del ejército de Lizardo Montero. Cáceres envía a Recavarren a Huaraz junto al batallón Pucará de 250 hombres para que organice tropas y luego marchar al norte a deponer el gobierno de Iglesias. Acompaña a Recavarren el Coronel Leoncio Prado. El 3 de abril de 1883 Cáceres llega a la costa de Chancay y el Coronel Urriola embarca en la Corbeta Chacabuco recibiendo luego refuerzos desde Lima por lo cual Cáceres se retira hacia Canta y luego a Tarma.
El 3 de mayo de 1883 la base del Tratado de Ancón ya estaba acordada entre Patricio Lynch y Miguel Iglesias quien firma este convenio inicial desde Cajamarca.
Lynch planea atacar a Cáceres cercarlo y envía a León García con 2.000 hombres por Canta (batallones Buin, 4º de Línea, Curicó, Aconcagua y 150 jinetes del Granaderos), a Del Canto con 1.500 por Lurín (batallones 2º de Línea, Coquimbo y Granaderos). Las dos fuerzas confluyen en Chicla el 5 de mayo de 1883. Acompañaban a las tropas de García dos coroneles peruanos afines a Iglesias: Manuel Vento y Luis Milón Duarte. También Lynch había realizado un préstamo en mayo de 1883 al negociador Mariano Castro Saldívar para la compra de suministros que armen fuerzas leales a Iglesias como Vidal García en Trujillo con 200 hombres, Genaro Carrasco en Piura con 480 hombres y estas no sean atacadas por guerrillas de Cáceres.
El 16 de mayo de 1883, Cáceres realiza un consejo de guerra en Tarma y decide marchar hacia el norte. El 21 de mayo de 1883 León García llega a Tarma y el 26 de mayo llega Del Canto, pero Cáceres ya no se encontraba en el pueblo sino en dirección a Huaraz a reunirse con Recavarren. Cáceres con 2300 hombres llega a Cerro de Pasco el 30 de mayo y cruza la Cordillera Blanca en Arguaycancha, llega a Huaraz el 15 de junio de 1883.
Ante los problemas de mando entre García y Del Canto en Tarma, Lynch nombra como nuevo jefe de la expedición a Marco Aurelio Arriagada quien parte de Lima y llega a Aguamiro en Huánuco el 12 de junio de 1883, tomando el mando de las tropas de Del Canto y García.

## Movimientos para la batalla
Con el fin de proteger a Miguel Iglesias y su gobierno con una fuerza de 400 hombres en Cajamarca, Patricio Lynch envía a Alejandro Gorostiaga desde Trujillo a Huamachuco el 3 de mayo de 1883 (Talca, Concepción, Zapadores y Cazadores de Yungay), para evitar que Recavarren ataque el gobierno de Iglesias. En Trujillo quedaba Herminio González junto a 600 hombres.
El 5 de junio de 1883 Cáceres es elegido Segundo Vicepresidente de la República por el congreso de Arequipa y el gobierno de Lizardo Montero.
Gorostiaga deja Huamachuco y marcha en dirección de Huaraz con 1.000 hombres y 4 cañones para enfrentar a Recavarren.
Ante la marcha de Cáceres a Huaraz, Arriagada con 3.000 hombres lo sigue por la sierra sur, cruza la cordillera de Guaramarca y llega Recuay el 17 de junio de 1883. Mientras tanto Gorostiaga se encontraba en la sierra norte.
El 20 de junio se reúnen las fuerzas de Cáceres y las de Recavarren en Yungay. Cáceres decide rodear la posición de Gorostiaga marchando hacia el oriente y cruzar la cordillera por la Laguna de Llanganuco, llegando a Pomabamba el 26 de junio de 1883. Las inclemencias de la cordillera y la falta de víveres reducen su tropa.
Conocidos estos planes, Cáceres envía falsas noticias a Yungay, que decían replegaría sus fuerzas por la sierra sur, detrás de la Cordillera Blanca. Arriagada, llega a Huaraz y luego a Yungay el 23 de junio de 1883, decide dejar la ruta norte y enrumbar hacia el sur, pasando por Huánuco, Cerro de Pasco, allí se reúne con las tropas de Urriola enviada por Lynch el 12 de julio, no encontrando a Cáceres y finalmente llegan a Lima el 5 de agosto de 1883. En el parte que Arriagada elevó a Patricio Lynch a su llegada a la capital manifestó que de los 2.870 hombres que partieron de Lima se perdieron en campaña 571 a pesar de no haber tenido encuentro alguno con el ejército de Cáceres sino únicamente con partidas de montoneros, estas bajas se debieron principalmente a muertos por enfermedad y deserción.
Gorostiaga llega a Sihuas el 25 de junio de 1883, pero al ver los caminos y puentes inhabilitados decide retornar a Huamachuco, además se entera de la reunión de las fuerzas de Recavarren y Cáceres. Gorostiaga deja Sihuas y pasa por Corongo arribando a Pallasca y enterado de que Cáceres se encontraba en Pomabamba se retira de Pallasca con dirección a Mollepata para llegar a Huamachuco y esperar a González.
Con el fin de apoyar a Gorostiaga, González parte desde Trujillo y llega a Santiago de Chuco con 600 hombres, consigo llevaba suministros y municiones. Pasan por Mollepata, Tres Ríos sin detenerse llegando a Huamachuco el 6 de julio de 1883. A esa fecha las fuerzas chilenas reunidas contaban con 1.500 hombres de las tres armas. A finales de mayo de 1883 ocupan Trujillo las fuerzas del coronel José Mercedes Puga quien había organizado sus fuerzas en Cajamarca y era leal a Cáceres.
Cáceres pasa por Conchucos y llega a Mollepata y conocido el avance de González decide enviar a Recavarren para atacarlo en Tres Ríos, pero las tropas de González no descansan y continúan su marcha sin encontrarse con Recavarren.
Cáceres llega a Tres Ríos el 7 de julio de 1883 donde realiza un consejo de guerra y decide enfrentar las fuerzas chilenas. En esa fecha las fuerzas de Cáceres llegaban a 1.440 hombres armados con fusiles Peabody y Remington, sin bayonetas, con escasez de municiones (30.000 unidades) y poca caballería. Contaba con 11 cañones de diversas fabricaciones y calibres.

## Fuerzas enfrentadas
Las fuerzas estaban formadas de la siguiente manera:
| Fuerzas Peruanas | Fuerzas Chilenas |
| General en Jefe: General Andrés Avelino Cáceres Destacamento del Norte (Coronel Isaac Recavarren) 1.ª División (Coronel Mariano Aragonés) Batallones Pucará N.º 4 y Pisagua N.º 5 2.ª División (Coronel Ciriaco Salazar) Batallones Tarma N.º 11 y Huallaga N.º 12 Caballería Escuadrón de Húsares (Teniente coronel José Cabrera) Artillería Compañía de Artillería Ejército del Centro (Coronel Francisco de Paula Secada) 1.ª División (Coronel Manuel Cáceres) Batallones Tarapacá N.º 1 y Zepita N.º 2 2.ª División (Coronel Juan Gastó) Batallones Marcavalle N.º 6 y Cazadores de Concepción N.º 7 3.ª División (Coronel Máximo Tafur) Batallones Junín N.º 3 y Cazadores de Jauja N.º 9 4.ª División (Capitán de navío Luis Germán Astete) Batallones Cazadores de Apata N.º 8 y San Jerónimo N.º 10 Caballería Escuadrón Cazadores del Perú (Sargento Mayor Santiago Zavala) Escuadrón Tarma (escolta) (Sargento Mayor Agustín Zapatel) Artillería (Teniente coronel Federico Ríos) Batallón de Artillería de Montaña | Comandante en Jefe: Coronel Alejandro Gorostiaga Batallón Concepción (Teniente coronel Herminio González) Batallón Talca (Teniente coronel Alejandro Cruz) 2 Compañías del Batallón Zapadores (Capitán Ricardo Canales) Piquete del Batallón Victoria (Parque) (Teniente Abel García) Escuadrón Cazadores a Caballo (Teniente coronel Alberto Novoa Gormaz) Brigada de Artillería (Sargento Mayor Gumersindo Fontecilla) |

El efectivo chileno era de 1.736 hombres, incluyendo jefes, oficiales y el efectivo del parque. La infantería estaba armada con fusiles Gras repotenciado a bala Comblain y bayonetas. La caballería y artilleros con carabinas Winchester modelo 1873, sables ingleses y 7 cañones de montaña Krupp de calibre 75 mm.
El efectivo peruano era de 1.380 hombres el ejército del centro y no más de 500 el destacamento del norte. La infantería estaba armada con fusiles Peabody Martini, Remington, Gras repotenciado a bala Comblain (capturado a los chilenos en combates anteriores) y viejos de avancarga Minié, pero carecían de bayonetas. La caballería estaba armada con carabinas Peabody Martini, Spencer y Minié, pero solo la escolta tenía sables. Los artilleros estaba armados de carabinas Winchester modelo 1866, 8 cañones de bronce y 4 de acero, de diversos sistemas y calibres. Acompañaban a Cáceres cientos de montoneras, reclutadas en las montañas.

## La batalla

Plano de la ciudad de Huamachuco en 1883.

El 8 de julio de 1883, Cáceres decide no tomar el Camino de Santiago de Chuco para llegar al poblado sino el camino de Escalerillas para llegar al sur de Huamachuco por la cordillera del Huaylillas y van ocupando las alturas del Cuyulga al sureste. Cáceres ordena al coronel Francisco de Paula Secada atacar la plaza desde el cerro Santa Bárbara, al coronel Pedro Silva atacar la derecha del poblado y al coronel Isaac Recabarren la izquierda capturando suministros dejados por las tropas chilenas.
Las fuerzas de Gorostiaga se retiran del poblado de Huamachuco al encontrarse en posición desventajosa, perdiendo vestuario y municiones. Con ello ocupan las alturas del cerro Sazón al norte en donde encuentran fortificaciones de la época inca que les sirven como defensa.
El 9 de julio de 1883, algunas compañías de Cáceres que ocupaban el pueblo de Huamachuco y se acercan al cerro Sazón intercambiando fuego de fusilería con las fuerzas chilenas que se encontraban parapetadas en las alturas. A las 3 p. m. de ese día arriban al campamento peruano 200 milicianos procedentes del vecino pueblo de Santiago de Chuco a órdenes de Santiago Calderón y otros vecinos notables, trayendo consigo pan, harina y aguardiente para el ejército. La plana mayor de Cáceres decide iniciar el enfrentamiento el día 11 de julio.
El 10 de julio, Gorostiaga inicia el desplazamiento de dos compañías en dirección hacia el cerro Cuyulga antes que las fuerzas del coronel Puga, que se encontraba en Trujillo, se reúnan con las divisiones de Cáceres.

En la noche del 9, calculando que las fuerzas de Puga, que habían sido llamadas, podían llegar al día siguiente  y engrosar las filas enemigas y no habiendo, por otra parte, podido formarnos una idea exacta del número de sus fuerzas por haber permanecido ocultas en su mayor parte tras las quebradas, recibí emprender en la mañana un reconocimiento sobre la derecha enemiga, llevando por ese lado un simulacro de ataque en forma a fin de hacerlas salir de sus trincheras.
Alejandro Gorostiaga

Protegidos por la neblina bajan del cerro Sazón una compañía del Zapadores al mando del capitán Amador Moreira y después otra al mando del Capitán Ricardo Canales, en dirección al Santa Bárbara. Para enfrentarlos a los de Santiago de Chuco, Cáceres envía una compañía del Junín y del Jauja haciendo retroceder a las compañías chilenas.
Para cortarles la retirada a los Zapadores, Cáceres envía a compañías del Cazadores de Concepción y del Marcavalle al mando del coronel Juan Gastó, buscando envolver las tropas chilenas en retirada. Para proteger a estas últimas, Gorostiaga envía a una compañía del batallón Concepción al mando del Capitán Luis Dell'Orto. Además, envía al flanco izquierdo chileno a otras dos compañías del Concepción y del Talca que se enfrentan a la división de Germán Astete.
Ante la carga peruana las tropas chilenas retroceden hasta el cerro Sazón, su punto de partida. Una tras otra las compañías chilenas entran en combate, a medida que entraban en la batalla nuevos batallones peruanos. El combate se entabla hasta la izquierda chilena en el cerro Conochugo hacia donde Gorostiaga envía nuevas fuerzas para proteger la caballería y la artillería. El ala derecha chilena era defendida por la segunda compañía del regimiento Talca, al mando de Julio Meza, el cual se batía contra las compañías de Manuel Cáceres.
A las 12:00 las fuerzas peruanas avanzan escalando el cerro Sazón ocupando su base y las laderas. El combate se libra en la pendiente del cerro. Cáceres envía a la artillería para apuntar hacia la cima del cerro para tomarlo. Las fuerzas de Cáceres ya no contaban con municiones y sin bayonetas se enfrentan con las culatas y en ascenso del cerro.

...arrollado el enemigo hasta la cumbre del Sazón, fugando ya en dirección de Condebamba; descendiendo su artillería para rodar desordenadamente, dueño el ejército peruano de la línea ¡diminuyeron repentinamente sus fuegos!... Faltaron municiones y cesando el denodado ataque ofensivo comenzó a defenderse...... Apercibido el enemigo de lo débil de nuestros fuegos, volvió a envalentonarse y reorganizado cargó sobre la izquierda de nuestra línea, teniendo los soldados peruanos que defenderse a culatazos, pues sus rifles carecían de bayonetas...
Abelardo Gamarra. Teniente del Ejército del Centro

Gorostiaga instruye una carga del escuadrón Cazadores a Caballo, comandado por el Sargento Mayor Sofanor Parra, junto a una carga general a la bayoneta de su infantería contra la línea peruana. La infantería peruana es rechazada en toda la línea, ante esta nueva situación Cáceres ordena a la artillería regresar a su posición original para cubrir la retirada pero cuando se encontraba realizando esta maniobra es tomada por la caballería chilena.

...Dos horas después, cuando ya hacía tiempo se había comprometido el combate por toda la fuerza de la división y el enemigo volvía a tomar su primera línea de defensa, según instrucciones que recibí, ordené que el Sargento Mayor Sofanor Parra cargase con un escuadrón hacia donde se encontraba la artillería enemiga. Ejecutada dicha carga destruyó   aquella fuerza y le quitó siete piezas que ahí tenía con todas sus municiones.

Al mismo tiempo dispuse que el Teniente don Benjamín Allende, con los 25 hombres de su mitad, cargase a la derecha de la misma línea.
Alberto Novoa Gormaz. Regimiento de Cazadores a Caballo 

Mientras tanto Cáceres, seguido por su escolta, se dirige al campo donde se consumaba la dispersión de la infantería peruana logrando reagrupar al batallón Tarma y arengándolo para realizar una última resistencia. Atacados por la infantería y caballería chilena el batallón fue deshecho y la escolta del general muerta en su mayor parte. El teniente Gamarra refiere así esta última fase de la batalla

...Sangriento fue el combate del Tarma, que hecho pedazos en una lucha desigual, vio al cuadillo sereno y valeroso que le conducia hasta aquella tumba de gloria, abrirse paso revólver en mano en medio de la caballería enemiga, acompañado de su secretario Florentino Portugal, después de haber visto caer a su ordenanza Oppenheimer...
Abelardo Gamarra. Teniente del Ejército del Centro

Al general se le creía muerto, porque después de darme la orden de contramarchar se lanzó en medio de los fuegos enemigos y no se le volvió a ver, y como en ese momento ya la caballería enemiga interceptó el camino descendiendo por un flanco el general quedo cortado sin poderse unir a nosotros.
Coronel Francisco de Paula Secada. Comandante del Ejército del Centro

Consumada la derrota peruana las tropas chilenas iniciaron la persecución de los dispersos, los coroneles Isaac Recavarren y Leoncio Prado que se encontraban heridos fueron retirados del campo por sus soldados, el segundo sería capturado poco después. Finalmente la infantería chilena apoyada con dos piezas de artillería ocupa la posición del cerro Cuyulga. La caballería trató infructuosamente de capturar al general Cáceres:

Si nuestra caballería después de las marchas por la sierra y de las cargas que tuvo que dar durante la batalla no hubiera estado en la imposibilidad absoluta de dar siquiera un galope, el héroe cae en nuestras manos...Cáceres que montaba un excelente caballo pudo ganar distancia cuando nuestros soldados lo llevaban talvez a un cuarto de cuadra de distancia, el famoso guerrillero logró asi escapar acompañado de dos o tres oficiales.
Carta anónima de un oficial chileno, fechada en Cajabamba 17 de julio de 1883. Publicada por Ahumada Moreno

## Resultado de la batalla
Cáceres indica que los muertos peruanos llegaron a 900. Al momento de terminar la batalla el coronel Secada estimaba que sus pérdidas ascendían aproximadamente a 500 entre muertos y heridos, siendo que si alcanzó el número de 900 lo fue con la ultimación de estos últimos y la ejecución de todos los prisioneros. El parte del coronel Gorostiaga indica que encontró 500 muertos en el campo de batalla y 300 en las alturas; además el mismo Gorostiaga, a decir del historiador chileno Franciso Encina, hablaría años más tarde de alrededor de 200 desertores chilenos, enrolados en el ejército peruano, ejecutados posteriormente a la batalla, aunque esto no ha sido confirmado por fuentes peruanas. Cáceres por su parte señalaría en sus Memorias que los desertores chilenos que se le presentaban eran enviados como peones a las haciendas de la selva de Chanchamayo no refiriendo en parte alguna que estos fueran enrolados entre sus tropas.
Cumpliendo las órdenes de Lynch, Gorostiaga ordenó la ejecución sin excepción de los prisioneros y heridos peruanos que eran considerados por el mando chileno como parte de un ejército irregular o montonera por lo que no merecían ser considerados como prisioneros de guerra. Entre los ejecutados se contaron entre otros los coroneles Miguel Emilio Luna, Leoncio Prado y el capitán Florencio Portugal, los cuales solicitaron a Gorostiaga fueran fusilados conforme a la ordenanza militar lo que les fue denegado.
El parte del coronel Gorostiaga indica que sus bajas sumaron el 10% de su tropa, es decir 150 hombres. Según el jefe del servicio sanitario del ejército chileno el cirujano Carlos Vargas Clark las bajas contabilizaron un total de 164 hombres: 68 muertos y 96 heridos, entre estos últimos 5 oficiales.
Concluida la batalla, la población fue saqueada y muchos de sus habitantes muertos, hecho que el autor chileno Raimundo Valenzuela (La Batalla de Huamachuco, 1885) atribuye a los montoneros del vecino pueblo de Santiago de Chuco dirigidos por Santiago Calderón y Manuel D. Porturas, testimonio que fue refutado por el teniente huamachuquino Abelardo Gamarra, (La Batalla de Huamachuco y sus desastres, 1886) quien señala como autores de estos hechos a las tropas chilenas y refiere que dichos vecinos, concluida la guerra, comerciaban y mantenían la mejor cordialidad con los habitantes de Huamachuco con quienes posteriormente se unieron a la causa de Cáceres en la guerra civil con Iglesias, cabe señalar que entre los jefes del ejército de Cáceres se contaba al sargento mayor Santiago Zavala, natural de Huamachuco, que mandaba la caballería y fue uno de los primeros en ocupar el pueblo el 8 de julio.
Al día siguiente del encuentro, el coronel Gorostiaga dirigió un oficio a los vecinos de Santiago de Chuco en el cual "por haber tomado parte en los últimos combates", les imponía un cupo de guerra de 10 mil soles de plata y 40 caballos y mulas aparejados, "bajo amenaza de ser totalmente incendiado y sus habitantes tratados como montoneros". Para el transporte de sus heridos a la costa Gorostiaga levó a 400 pobladores, los cuales custodiados por soldados chilenos emprendieron la marcha a Trujillo, ciudad que ya había sido ocupada por Iglesias y en la que una vez concluida su misión fueron enrolados por la fuerza en el batallón Cajamarca del ejército iglesista.

## Consecuencias

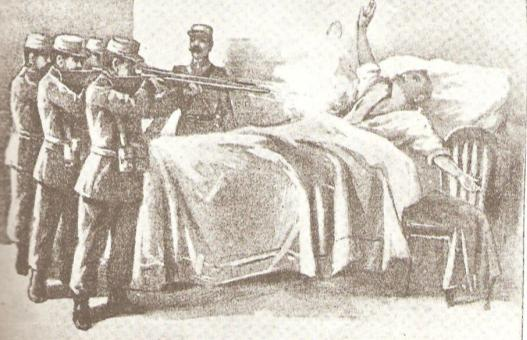
Fusilamiento del coronel Leoncio Prado según un grabado peruano de la época.

Después de la batalla Cáceres se retira a Ayacucho donde organizó un nuevo ejército junto a Justo Pastor Dávila Lynch envía una expedición de 1.500 hombres al mando del Coronel Martiniano Urriola para enfrentarlo, quién sostiene varias escaramuzas con las guerrillas en Huanta en septiembre de 1883. Las tropas de Cáceres se encontraban en Andahuaylas con 1000 hombres armados y una nueva guerrilla. El 20 de octubre de 1883 se firma el Tratado de Ancón y estaba pendiente la promulgación por el congreso peruano. El 25 de octubre una revuelta popular y militar depone el gobierno de Lizardo Montero en Arequipa quien se retira a La Paz, con lo cual tropas chilenas al mando de José Velásquez ocupan la ciudad. Cáceres como segundo Vicepresidente asume el Gobierno del Perú. Cáceres se aproxima a Ayacucho para enfrentar a Urriola. El 12 de noviembre Urriola se retira de Ayacucho siendo atacado por las guerrillas. El 8 de marzo de 1884 el gobierno de Miguel Iglesias promulga el Tratado de Ancón. El ejército de Cáceres se enfrentan en diferentes batallas a las fuerzas de Iglesias que contaban con el apoyo del gobierno de Chile.

## Divergencias
Parte de la historiografía chilena considera que esta batalla fue decisiva para el término del conflicto, ya que habría sido eliminada la última fuerza peruana de consideración. En cambio Gonzalo Bulnes indica que en Arequipa se encontraba Montero con un ejército de 4.000 hombres y una numerosa guardia nacional y que había sido armado por el gobierno de La Paz. Contra ellos parte en octubre de 1883 una expedición al mando del coronel José Velásquez y 5.200 hombres.
El autor Luis Guzmán Palomino indica que con el resultado de la batalla se iniciaba una nueva etapa en la Campaña de la Breña ya que se alistaron nuevas guerrillas en todo el Perú con el fin de apoyar al nuevo ejército de Cáceres. Este esfuerzo fue contrario a la firma del Tratado de Ancón realizado por Miguel Iglesias. Sin embargo, con mil reclutas y dos cañones salvados del desastre, era poco lo que se podía conseguir.[cita requerida] De hecho, en la posterior guerra civil peruana de 1884 - 1885, durante el Primer asalto a Lima (27 de agosto de 1884), los caceristas serían derrotados, situación que sólo cambió con la toma de Chicla, con todo el arsenal del tren militar, cuando las tropas chilenas ya se habían retirado del territorio peruano.